# Karl Joseph Biener von Bienenberg
Karl Joseph Biener Ritter von Bienenberg (tschechisch Karel Josef Biener z Bienenberka; * 4. November 1731 in Schlan; † 20. Januar 1798 in Prag, Ritter seit 1769) war Hauptmann des altböhmischen Königgrätzer Kreises im Königreich Böhmen sowie Historiker. Wegen seiner prähistorischen Forschungen gilt er als Vater der böhmischen Vorgeschichtswissenschaft.

## Herkunft
Karl Joseph Biener war ein Sohn des Joseph Georg Johann Biener († um 1750), Doktor der Medizin, Kreisphysikus in Schlan, seit 1740 Professor der Anatomie an der Karlsuniversität Prag und ein Enkel des Philipp Anton Biener, Regiments-Auditor und kaiserlich königlicher Richter in Leitmeritz und Prag. 1754 wurde dem Vater der Adelstand mit dem Prädikat  „von Biener“ verliehen.

## Leben
Karl Joseph Biener war Absolvent der Rechtswissenschaften der Karlsuniversität. 1775 wurde er zum Adjunkt am Kreisamt in Leitmeritz und um 1783 Kreishauptmann in Königgrätz. Als Kaiser Joseph II. die Festung Königgrätz gegen Preußen ausbauen ließ, galt das Interesse Karl Joseph Biener von Bienenbergs vor allem den dabei zutage kommenden prähistorischen Bodenfunden und deren Fundplätzen. Er legte sorgfältige Zeichnungen an, trat mit gleichgesinnten Forschern in Gedanken- und Forschungsaustausch, forderte systematische Grabungen und vermutete in Publikationen eine bis in die prähistorische Vorzeit reichende Besiedlung Böhmens durch Slawen. Dies fand bei tschechischen Wissenschaftlern besondere Anerkennung. Von 1779 bis zu seinem Tod lebte er in Prag.

## Publikationen
- Abhandlung über die bey Podmokle im Jahre 1771 gefundenen Goldklumpen, einem Dorfe zu der Sr. fürstlichen Gnaden Herrn Herrn Fürsten zu Fürstenberg gehörigen Herrschaft Pürglitz im Königreiche Böhmen. Normalschulbuchdruckerey, Prag 1777, (Digitalisat).
- Versuch über einige merkwürdige Alterthümer im Königreich Böhmen. Stück 1–3. Elisabeth Tibellin u. a., Prag u. a. 1778–1785, (Digitalisat Stück 1; Digitalisat Stück 2; Digitalisat Stück 3).
- Geschichte der Stadt Königgratz. Theil 1. s. n., Prag 1780, (Digitalisat).
- Versuch einer kurzgefaßten Geschichte der Stadt Königinn-Hof. Worinnen XXX. Urkunden enthalten sind. s. n., Prag, 1782, (Digitalisat).
- Biographie des heiligen Abtes Prokop; nebst der Geschichte seines Klosters zu Sazawa. Johann Buchler, Prag 1796, (Digitalisat).
- Analekten zur Geschichte des Militärkreuzordens mit dem rothen Stern. Schönfeld, Prag u. a. 1787, (Digitalisat).